# Голос сердца (телесериал)
«Голос сердца» (порт. «Alma gêmea», в оригинале «Родственная душа») — бразильская теленовелла 2005 года.

## О сериале
Рафаэл — богатый молодой человек, занимающийся выведением новых сортов роз и их продажей. Ему посчастливилось встретить свою истинную любовь, свою родственную душу — балерину Луну. Свадьба, рождение ребёнка. В знак своей любви Рафаэл выводит белую розу и называет её «Луна». Но судьба в лице двоюродной сестры Луны Кристины и влюбленного в неё молодого преступника Гуту, разрушает их счастье. Кристина завидует кузине и ненавидит её. За любовь Рафаэла, женой которого она сама мечтала стать, за фамильные драгоценности, которые бабушка Аделаида дарит младшей внучке, как первой родившей сына. Кристина приходит к Гуту и обещает уехать с ним, если он украдет для неё драгоценности. Тот соглашается, но во время ограбления Рафаэл пытается помешать ему. В тот момент, когда Гуту направляет оружие на Рафаэла, Луна закрывает мужа собой, и пуля попадает в неё. Ранение оказывается смертельным. Рыдающий над телом жены Рафаэл, умоляет её не покидать его. Душа Луны, почти вознесшаяся на небо, слышит этот зов и возрождается в теле только что родившейся в индейской деревне девочки Серены.
Серена с детства видит картины из прошлой жизни — город, в котором она никогда не бывала, белая роза, которую она никогда не видела. В восемнадцать лет она встает перед выбором: выйти замуж за своего соплеменника или последовать за голосом сердца и попытаться найти свою судьбу? Девушка выбирает второе и покидает родную деревню.
На своем пути она встречает злых и добрых людей, трудности и помощь в их преодолении. В конце концов, она прибывает в город, где живёт Рафаэл. Её появление изменит жизни многих людей, как близких Луны, так и тех, кто её даже не знал.
Серена, с момента приезда, постепенно начинает вспоминать своё прошлое воплощение. В итоге оно все больше влияет на её настоящее.
Оканчивается сериал тем, что показана следующая жизнь Рафаэла и Серены в 2000-е годы.

## В ролях
- Рафаэл — Эдуардо Московис *отец Фелипе, хозяин цветочного магазина, возлюбленный Серены
- Серена — Присцилла Фантин *девушка из племени, возлюбленная Рафаэла
- Луна — Лилиана Кастро *невеста Рафаэла, кузина Кристины, дочь Агнес
- Кристина — Флавия Алессандра *гувернантка в доме Рафаэла, возлюбленная и сообщница Гуту
- Гуту — Алешандре Барилари *возлюбленный и сообщник Кристины
- Агнес — Элизабет Савалла *мать Луны, дочь Аделаиды, сестра Деборы
- Аделаида — Вальдереш де Барруш *мать Агнес и Деборы, бабушка Луны и Кристины
- Дебора — Ана Люсия Торре *мать Кристины, сестра Агнес
- Фелипе — Сидней Сампайо *сын Рафаэла, возлюбленный Миреллы
- Терэ — Дэвид Лукас *бездомный мальчик, просящий милостыню
- Оливия — Дрика Мораэс *мать Миреллы и Карлиту, бывшая жена Раула, подруга Луны, хозяйка ресторана, возлюбленная Виторио
- Раул — Луиджи Баричелли *отец Миреллы и Карлиту, бывший муж Оливии, любовник Далилы
- Мирелла — Сесилия Дасси *дочь Раула и Оливии, сестра Карлиту, возлюбленная Фелипе
- Карлиту — Ренан Рибейру *сын Раула и Оливии, брат Миреллы
- Катя — Рита Гуедес *дочь Элиаса, администратор на ресепшене в клубе, мать Риты
- Гумерсинду — Кайки Бриту *работник клуба
- Эдуардо — Анжелу Антонио *доктор, друг Рафаэла, возлюбленный Мадалены
- Вера — Биа Сейдл *сестра Рафаэла, подруга Оливии, хореограф клуба
- Офелия — Нисетте Бруно *мать Дивины, бабушка Элио, Виторио и Далилы
- Мирна — Фернанда Соуза *сестра Криспима, племянница Бернардо
- Криспим — Эмилио Орсиолло Нето *курьер цветочного магазина Рафаэла, брат Мирны, племянник Бернардо
- Освалду — Фульвио Стефанини *владелец мастерской по ремонту обуви, муж Дивины, отец Виторио, Далилы, Элио и Нины
- Дивина — Неуза Мария Фару *жена Освалду, хозяйка пансиона, мать Виторио, Далилы, Элио и Нины, кузина Клейди
- Далила — Фернанда Машаду *продавщица цветочного магазина Рафаэла, дочь Дивины и Освалду, сестра Виторио, Элио и Нины, любовница Раула
- Виторио — Мэлвино Сальвадор *сын Дивины и Освалду, брат Элио, Далилы и Нины, шеф-повар, возбленный Оливии
- Элио — Эрик Мармо *сын Дивины и Освалду, брат Виторио, Далилы и Нины, мастер по ремонту обуви
- Нина — Тамми ди Калафьори *дочь Дивины и Освалду, сестра Виторио, Элио и Далилы
- Робервал — Родригу Паванеллу *парикмахер, житель пансиона, псевдожених Далилы
- Мадалена — Бруна Ди Тулио *портниха
- Зулмира — Карла Дэниэл *прислуга в доме Рафаэла, сестра Ивана
- Иван — Тьяго Лучиано *водитель Кристины, брат Зулмиры
- Эурико — Эрнесто Пиколло *дворецкий в доме Рафаэла
- Шавьер — Родриго Фаро *спасатель клуба
- Элиас — Умберто Маньяни *отец Кати, житель пансиона, дедушка Риты
- Женероза — Леди Франсиску *хозяйка кафе, жительница пансиона
- Родригес — Карлос Грегориу *управляющий клуба
- Бернардо — Эмилиано Куэйроз *кучер, дядя Мирны и Криспима
- Клейди — Жулия Леммертц *учительница Серены, кузина Дивины
- Абилио — Ронни Марруда * муж Клариси, отец Паулины
- Алаор— Марсело Баррош *продавец сладкой ваты, житель пансиона
- Терезинья — Андрэа Аванчини *жительница пансиона
- дона Фила — Хильда Ребелло *продавщица в цветочном магазине Рафаэла
- Алессандра — Нивея Стелманн *жена доктора Эдуардо, страдает умственной отсталостью
- и другие